# Haus zum Breiten Herd
La Haus zum Breiten Herd (lett.: «casa della grande stufa») è una casa rinascimentale situata sul lato settentrionale del mercato del pesce (al numero 13) nel centro storico di Erfurt. 
È uno degli edifici rinascimentali più belli e conosciuti della città. 

## Storia

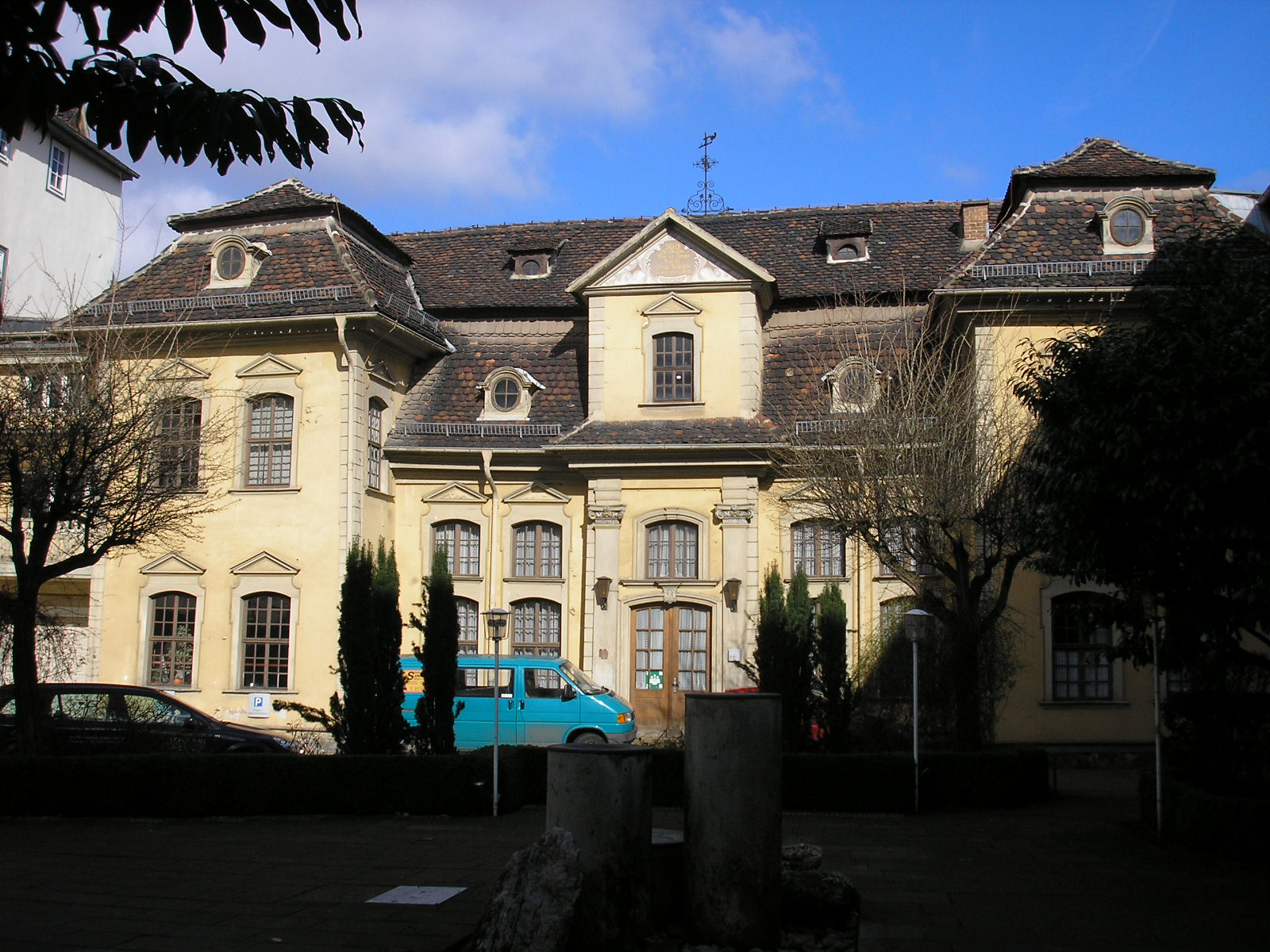
Palazzo barocco nel cortile retrostante.

L'edificio fu costruito nel 1584 per conto dell'ufficiale giudiziario e consigliere comunale Heinrich von Denstedt. Dietro la casa c'è una casa estiva barocca con una sala, costruita nel 1727 dall'allora proprietario, il ministro e consigliere privato di Brunswick, Christoph Schulze. Nel 1734 la casa annessa all'ex casa vicina Zum Stötzel quando la famiglia von Münchhausen di Herrengosserstedt la acquistò. Durante il Congresso di Erfurt nel 1808, Federico Augusto I di Sassonia visse nella casa. Napoleone vi fece una visita solenne con i suoi marescialli. 

## Architettura
Il disegno policromo della facciata del Rinascimento fu ricostruito nel 1968. Sulla facciata, al primo piano, ci sono rappresentazioni personificate dei cinque sensi, che sono state progettate sulla base di disegni di Frans Floris di Anversa. Ci sono delle cariatidi nei timpani delle finestre ai piani superiori. Nella parte superiore della casa c'è una figura che rappresenta un Lanzichenecco. La decorazione della facciata è stata realizzata nella bottega di Hans Friedemann il Vecchio. 
La casa della grande stufa divenne il modello della casa della corporazione, che fu costruita in due fasi nel 1882/83 e nel 1892/93 nello stile neorinascimentale a destra della ampio Haus zum Breiten Herd (numeri civici 14-16). A seguito di un incendio, il 17 luglio 2008, nel ristorante italiano al piano terra, l'edificio è stato danneggiato. 

## Galleria d'immagini

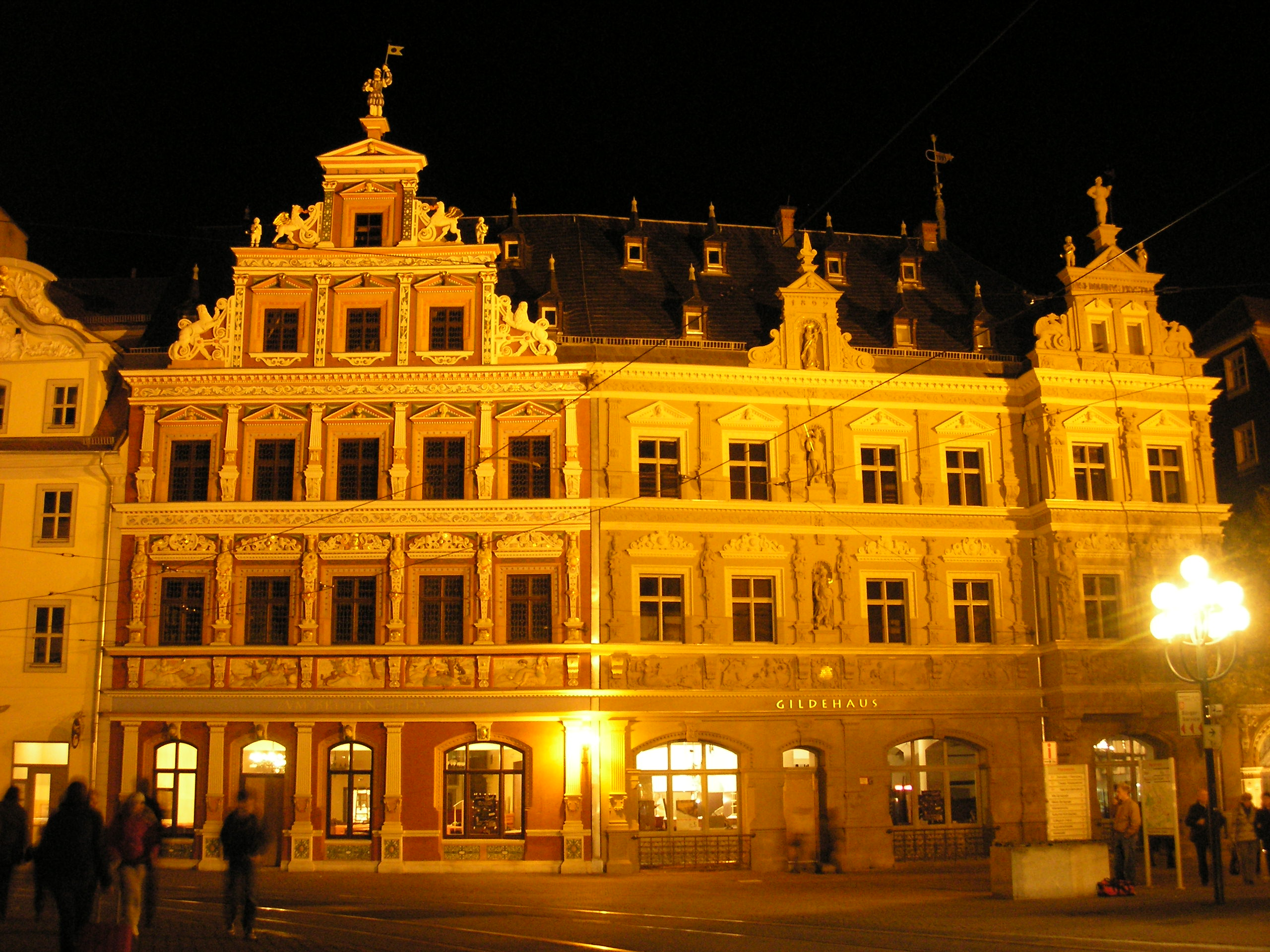
La Casa di notte
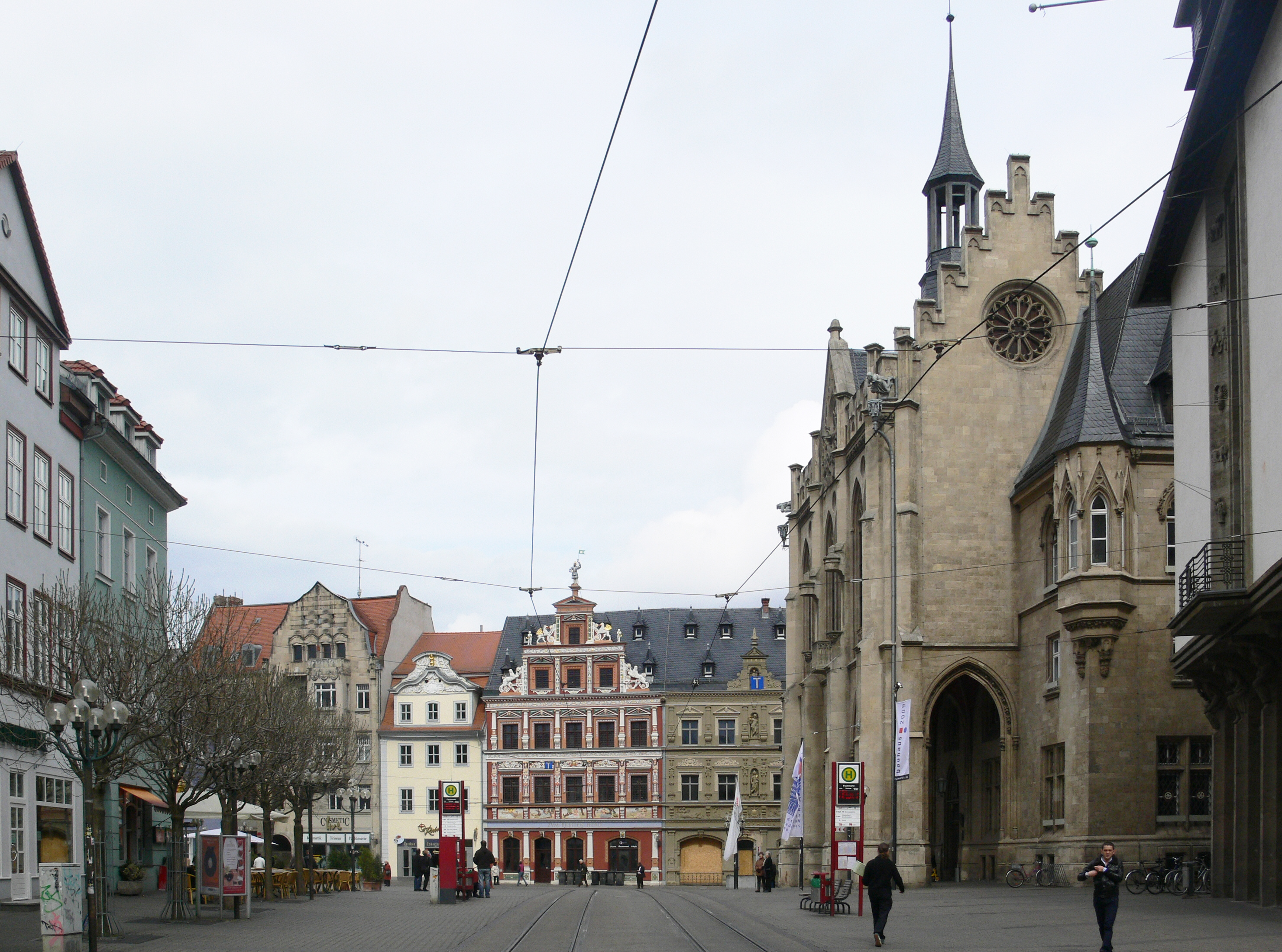
La piazza del mercato del pesce e il Municipio
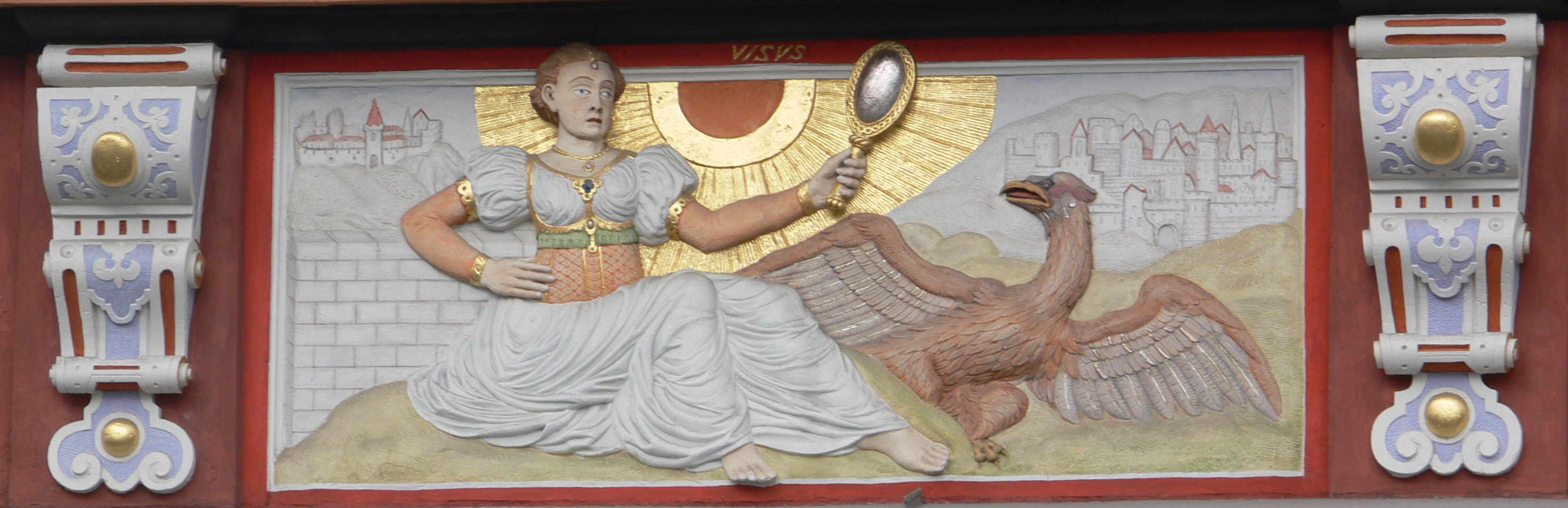
Dettaglio della facciata: Rilievo Visus (Sehsinn)
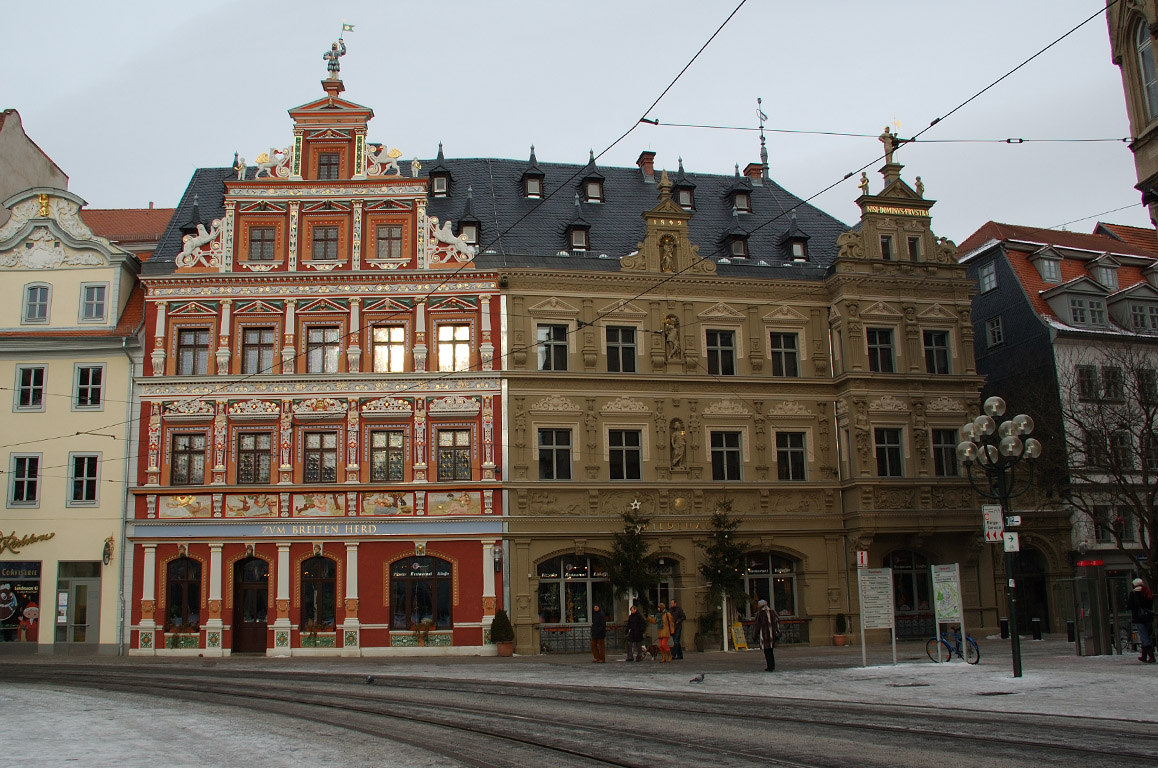
La Casa alla Grande Stufa e quella delle Corporazioni